# Karmaiya
Karmaiya – gaun wikas samiti w środkowej części Nepalu  w strefie Dźanakpur w dystrykcie Sarlahi. Według nepalskiego spisu powszechnego z 2001 roku liczył on 1328 gospodarstw domowych i 7095 mieszkańców (3505 kobiet i 3590 mężczyzn).